# 唱好舞台
《唱好舞台》為澳門廣播電視製作的歌唱綜藝節目，是唱好舞台系列的第一作，節目於2009年3月17日起，於澳門台播放。

### 每集內容(為TDM V-WEB上傳日期)
2009-03-19:Soler演唱會(上集)（页面存档备份，存于）

2009-03-26:Soler演唱會(下集)（页面存档备份，存于）

2009-04-02:彭永琛演唱會（页面存档备份，存于）

2009-04-09:On stage演唱會（页面存档备份，存于）

2009-04-16:棋人歌手演唱會（页面存档备份，存于）

2009-04-23:盧榮儀演唱會（页面存档备份，存于）

2009-04-24:On Stage真情流露片段（页面存档备份，存于）

2009-04-30:Tuna Macanese演唱會（页面存档备份，存于）

2009-05-11:楊淑芬演唱會（页面存档备份，存于）

2009-05-18:刃記演唱會（页面存档备份，存于）

2009-05-25:杜俊瑋演唱會（页面存档备份，存于）

2009-06-11:孫鳳明演唱會（页面存档备份，存于）

2009-07-08:唱好舞台精選集（页面存档备份，存于）